# 143641 Sapello
143641 Sapello este un asteroid din centura principală de asteroizi.

## Descriere
143641 Sapello este un asteroid din centura principală de asteroizi. A fost descoperit pe 5 iulie 2003 la Mount Graham de William H. Ryan și Carlos T. Martinez. Asteroidul prezintă o orbită caracterizată de o semiaxă mare de 2,16 ua, o excentricitate de 0,20 și o înclinație de 4,0° în raport cu ecliptica.